# Timna Nelson-Levy

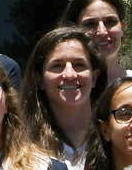
Timna Nelson-Levy

Timna Nelson-Levy (Jerusalém, 7 de julho de 1994) é uma judoca israelense.

## Carreira
Em 10 de outubro de 2015, Nelson-Levy conquistou sua primeira medalha significativa em uma competição sênior ao conquistar a medalha de bronze no European Open Lisbon. Ela esteve nos Jogos Olímpicos de Verão de 2020 em Tóquio, onde conquistou a medalha de bronze no confronto por equipes mistas como representante de Israel, conjunto de judocas que derrotou o time russo.